# Veterandagen
Veterandagen er en norsk mærkedag indført af Norges regering for at styrke anerkendelsen af indsatsen til veteraner. Mærkedagen er lagt til den  8. maj, VE-dagen. Veterandagen skal hædre deltagere under anden verdenskrig, så vel som dem som har tjenestegjort i FN's fredsbevarende styrker og andre internationale operasjoner. Beslutningen om indføring af veterandagen blev forslået i 2010 og den første markering er planlagt i 2011.
Forsvaret har i tillæg en mindedag for faldne, dette er første søndag i november.